# Paulette Mendy
Pour les articles homonymes, voir Mendy.
Paulette Mendy, née en 1977, est une athlète sénégalaise.

## Carrière
Paulette Mendy est médaillée de bronze en heptathlon aux Championnats d'Afrique de 1998.
Elle est championne du Sénégal de saut en longueur et de triple saut en 2003.